# Jean-François-Anne Landriot
Jean-François-Anne Landriot (Couches-les-Mines, 8 de janeiro de 1816 - Reims, 8 de junho de 1874) foi um bispo francês, ordenado em 1839 pelo seminário de Autun, tornou-se, depois de alguns anos passados na catedral, sucessivamente superior do seminário, 1842; vigário-geral 1850; Bispo de La Rochelle, 1856 e Arcebispo de Reims em 1867.

## Vida
Jean-François nascido em Couches-les-Mines, perto de Autun. Em 1839, recebeu a ordenação do seminário de Autun, tornando em 1867 o arcebispo da comuna de Reims (Marne).
Durante seus dez anos na comuna La Rochelle (Nova Aquitânia), restaurou a catedral, organizou a propagação da fé e as coleções de moedas de um centavo (sistema de donativos), conquistando a reputação de orador do púlpito. Em Reims, além de pregar em muitas estações do Advento e da Quaresma, fez uma grande inscrição para o exército pontifício, estabeleceu várias instituições educacionais, fundou um asilo para idosos e confiou St. Walfroy aos Sacerdotes da Missão.
Como membro do Concílio Vaticano I, considerou inoportuna a definição de infalibilidade papal, mas, uma vez decretado, aderiu à sua promulgação e escreveu aos seus diocesanos pedindo-lhes que a aceitassem. Lacroix ("Mons. Landriot pendente l'occupation allemande ", Reims, 1898) mostra a influência de Landriot em diminuir a medida de rigor adotada pelos alemães vitoriosos durante a ocupação de Reims em 1870. Na questão dos clássicos antigos, Landriot recusou-se a subscrever as visões extremas de Jean-Joseph Gaume e L'Univers .

## Trabalho
Um pregador eloqüente, ele também foi um escritor ascético de nota. Ao lado de seus trabalhos pastorais coletados no "(Euvres de Mgr. Landriot "(7 vols., Paris, 1864-1874), temos de sua caneta, todos publicados em Paris: 
- "Recherches historiques sur les écoles littéraires du Christianisme" (1851);
- "Exame crítico das letras do Abade Gaume sobre o paganismo na educação" (1852);
- "La femme forte" (1862);
- "La femme pieuse" (1863);
- "La prière chrétienne" (1863);
- "Le Christ et la tradition" (1865);
- "Les béatitudes évangéliques" (1865);
- "Le Symbolisme" (1866);
- "L'Eucharistie" (1866);
- "La Sainte Communion" (1872);
- "L'Autorité et la liberté" (1872);
- "L'esprit chrétien dans l'enseignement" (1873);
- "Instructions sur l'oraison dominicale" (1873);
- "L'Esprit Saint" (1879), etc.